# Amyklas (König von Sparta)
Amyklas (altgriechisch Ἀμύκλας Amýklas), der Sohn des Lakedaimon und der Sparte, ist in der griechischen Mythologie der fünfte König von Sparta und der Bruder der Eurydike.
Amyklas heiratete Diomede, die Tochter des Lapithas, und zeugte mit ihr Argalos, Kynortas, Hyakinthos und die Töchter Laodameia (auch Leaneira genannt), Hegesandra und Polyboia. Von Parthenios von Nicaea wird er auch als Vater der Daphne bezeichnet. Er gründete eine Stadt in der Nähe von Sparta und nannte sie Amyklai.
Amyklas’ Nachfolger wurde sein ältester Sohn Argalos. In Amyklai gab es ein Heiligtum des Amyklas, das Amykläum.